# Rätzlingen
Rätzlingen est une municipalité allemande du land de Basse-Saxe, située dans l'arrondissement d'Uelzen. En 2014, elle comptait 463 habitants.

## Histoire
Dénommé Restinge en 1032.